# Parque Natural de Los Alcornocales
O Parque Natural de Los Alcornocales é um parque natural no sul da Andaluzia que foi declarado pelo Parlamento da Andaluzia em 1989. Esta área natural protegida compreende uma grande faixa com orientação sul-norte entre a área costeira de Tarifa, no estreito de Gibraltar, até às montanhas do interior, nos municípios de Cortes de la Frontera, Ubrique e El Bosque. Com uma área de 167 767 ha (1 680 km²), é um dos maiores parques naturais da Espanha.
A maior parte do parque natural pertence à província de Cádis e apenas uma parte é da província de Málaga, com território de 18 municípios diferentes e uma população total de cerca de 380 000 pessoas.
Quase todo o seu território é ocupado por massas florestais da floresta nativa mediterrânica, com usos muito diferentes, silvicultura, pecuária, caça, fungicultura e coleta de urzes, embora o mais notável seja a produção de cortiça.

## História

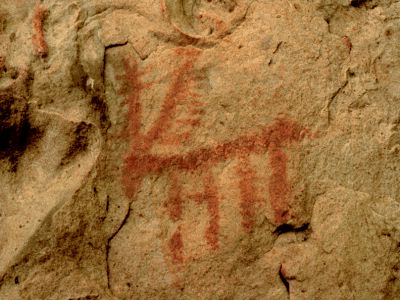
Pintura rupestre de um veado na caverna de Bacinete, Los Barrios.

Los Alcornocales está localizado em um lugar estratégico, perto da junção do Atlântico com o Mediterrâneo e da Europa com a África. A posição geográfica é um dos aspectos que mais marcaram a diversidade do seu património, tanto natural quanto cultural. O assentamento na região começou há dezenas de milhares de anos, como evidenciado por sítios arqueológicos próximos pertencentes ao homem Neandertal, tumbas antropomórficas ou os restos de casacos, gravuras e pinturas rupestres que remontam ao Paleolítico e Neolítico. Das mais de cinquenta cavernas existentes, destacam-se a caverna do Tajo de las Figuras com o seu valor artístico e pelo seu tema único; a caverna da Laja Alta, que abriga um pequeno catálogo dos primeiros barcos que navegaram pelo Mediterrâneo a partir do leste; e a caverna de Bacinete, com mais de cem representações pictográficas em um bom estado de conservação.
Após os primeiros povoadores, muitos outros se estabeleceram neste espaço, sobrepondo culturas e civilizações, que forneceram uma nuance etnológica peculiar e um legado de riqueza fantástica: monumentos megalíticos, ruínas ibéricas, fenícias, romanas, fortalezas árabes, etc. Muitas das localidades que hoje compõem o parque natural atingiram o seu pico durante o reinado nacérida, quando constituíram a fronteira ocidental do Reino de Granada. Ainda hoje elas preservam muitas características andaluzas nos seus centros históricos, típicos de uma aldeia branca montanhosa, Jimena de la Frontera, Castellar de la Frontera ou Medina-Sidonia são alguns exemplos disso.
Destacam-se também os eventos da Guerra da Independência Espanhola perto do penedo de Ballesteros no início do século XIX e da Guerra Civil Espanhola, quando cidadãos republicanos fugiram para as montanhas do parque, onde foram capturados e torturados.

## Conservação
Embora existam várias iniciativas para um uso sustentável do parque, a posição estratégica ocupada pelo Parque também é desvantajosa: linhas de eletricidade de alta tensão relacionadas a grandes polos industriais ou com conexões com Marrocos, parques eólicos que ocupam grandes paisagens naturais, transformando-as em campos de máquinas metálicas, rodovias (Jerez-Los Barrios), grandes barragens, infraestruturas militares e alterações climáticas são algumas das ameaças ou realidades do parque e que provocam duvida da eficácia da proteção que agora possui, quando se opõe a outros interesses económicos ou de "interesse geral".
A internalização das políticas ambientais dentro das políticas de ordenamento territorial e seus recursos é algo que ainda deve ser assumido pelo resto das administrações estaduais. A juventude dos regulamentos de proteção e a falta de tradição na sua aplicação tem sido até agora a desculpa perfeita para que seja considerado como um mero procedimento administrativo ou um simples incómodo que pode ser superado. No entanto, estão a começar a ser tomadas medidas, como a revisão da práticaiz ancestral do descortiçamento, que causa o envelhecimento dos sobreiros e precisa garantir a sua substituição correta, ou a gestão dos seus recursos hídricos.
Em 2014, a intenção do governo central de vender a herdade de La Almoraima, de grande valor ecológico, para uso de fins turísticos tem causado grande controvérsia. No entanto, a Junta da Andaluzia expandiu o parque natural para proteger o local, impedindo a sua venda. Como resultado, o Estado desistiu de tentar vender, justificando a sua decisão em que a propriedade deixou de gerar perdas em 2015. Essa decisão foi ratificada pelo Tribunal Superior de Justiça da Andaluzia em 2020.
Em 2017 foi lançado um Plano de Gestão Integral que visa tornar compatível a manutenção do parque (especialmente reduzindo os efeitos da seca, que afeta a produção de cortiça) com diferentes atividades humanas, incluindo o aprimoramento turístico de atividades tradicionais, como o descortiçamento. Nesse mesmo ano, a área protegida do parque foi novamente expandida, incluindo entre outras áreas o Pinar del Rey.
Em 2018, foi contabilizado uma perda de 50% de área florestada desde 1968 (50 anos).